# 豊田貴志
豊田 貴志（とよだ たかし、1959年7月13日 - ）は、日本のヴァイオリン奏者、キーボード奏者、作曲家、編曲家。

## 経歴
愛知県名古屋市に生まれる。1964年ヴァイオリンを習い始める。鈴木メソードという、先に耳コピして弾けるようになった曲の楽譜を後から見る、という方法で、のちにロックやジャズを始めるのに、大いに役立ったという。1970年 ピアノも習い始める。1972年 TBSテレビ「オーケストラがやって来た｣に出演。プロの大先輩(当時、豊田は13歳)である外山滋と「チゴイネルワイゼン｣を掛け合いで演奏する。1974年 毎日新聞社主催全国学生コンクール西日本大会で1位。続く全国大会では、東京代表の古沢巌に優勝を譲る。1975年 東京芸術大学音楽学部附属音楽高等学校に入学。1977年 エレクトリックな民族楽器を使った、即興演奏グループ「タージ・マハル旅行団に加入。1978年 東京芸術大学音楽学部器楽科に入学。「NHK特集30億光年の宇宙大望遠鏡で見た銀河の驚異｣で、三枝成章作曲の番組音楽とレコード制作に、難波弘之(金子マリとバックスバニー)らと参加。学生有志オーケストラのコンサートマスターに、豊田のオーケストレーションの先生でもあった指揮者の大野和士に推挙され、学園祭で奏楽堂にて演奏。1979年 ジョン・ケージの後任で、ニューヨークのマースカミングハム舞踏団の音楽監督に就任していたタージ・マハル旅行団のオリジナル・メンバー、小杉武久が一時帰国して、新旧両エレクトリック・ヴァイオリニストの共演が東京で実現する。これは前年末に32歳の若さで急逝した当初二人を繋げたジャズ評論家、間章(あいだあきら）への追悼公演でもあった。
プログレッシブ・ジャズロック・バンド「スペース・サーカス｣にキー・ヴァイオリンで参加。毎月渋谷のライブハウス「屋根裏｣に出演する傍ら、セカンド・アルバム「Fantastic Arrival｣をレコーディング。RCA、のちのBMGから発表。
1980年 原田真二&クライシスに参加。全国ツアーを行うと同時に、このグループではアルバム2枚(シングル集を含めると3枚)をポリドール、現在のユニバーサルから発表。また、この頃よりセッション・ミュージシャンとして後藤次利、鈴木茂、高橋幸宏、林立夫らと共に、数多くのアーティストのレコーディングに参加。同時に元ファーイースト・ファミリー・バンドの伊藤詳、喜多郎、宮下富実夫それぞれのソロ活動にゲスト参加。二十歳にして活動は多忙を極める。
初めてのソロアルバム「the Comet｣をCBS、現在のソニーから発表。文化庁芸術祭参加作品。このアルバムを退学届として大学当局に提出して、東京芸術大学は中退する。
1982年 セカンドアルバム「萬燈萬華(まんどうまんげ）｣をソニーから発表。高野山金剛峯寺委嘱作品。
1984年 福島県のあぶくま洞の天然エコーを使ってレコーディングされたアルバム「こもりうた｣を、キングから発表。
1985年 「どんな曲調だと聞いている人の脳波がどう変化するか｣を数百人に臨床試験を受けてもらいながら作曲したアルバム「Big Bang(α浪が出る)｣と、「Zodiac(眠たくなる)｣のCD二枚をキングから発表。
1986年 ハレー彗星が飛来したこの年から、新潟県胎内市の「胎内星まつり｣の星空コンサートに、毎年出演するようになる。
1987年 参加した盛岡夕美子のアルバム「余韻｣の発売記念コンサートが、東京都品川区の原美術館で行われる。出演：盛岡夕美子、細野晴臣、コシミハル、豊田貴志。
1989年 関東から和歌山県那智勝浦町へ移住。山村の自宅で録音した二枚のアルバム、「Pachamama｣「Samadhi｣をキングから発表。
1990年代は主に紀伊半島の町々を、くまなく演奏して回る他、インディーズのアルバムプロデュースや参加、日本ヴォーグ社から環境ビデオ「天の浮橋｣を発表。参加アルバムの代表作は、福澤もろの童謡集「月の砂漠｣。東京お茶の水のカザルス・ホールで発売記念コンサート。大林宣彦監督「ふたり｣の中で、広島交響楽団を指揮する第九のシーンを、尾道市で撮影。和歌山県新宮市民音楽祭のポップス部門の実行委員長や、太地町石垣栄太郎記念館美術館の、企画運営など。
また、世紀末には紀伊山地の霊場と参詣道の世界遺産登録のプレ・イベントとして、南紀各地で開催された「南紀熊野体験博｣に出演した。
2000年 原田真二の明治神宮での、「鎮守の杜コンサート｣に出演。特別ゲストに松田聖子。
2006年 元ウェザー・リポートのパーカッショニスト、ニベタノことアリリオ・リマ・コヴァ、タブラのサットプレムと、豊田のヴァイオリン、シンセサイザーの変則的トリオでアルバム「杜の歌｣をインディーズから発表。
2014年 「胎内星まつり｣をもって、ライブ活動からは引退し以後、作編曲やレコーディングに専念。
2019年 米Light in the Attic Recordsより世界発売されたKANKYO ONGAKU JAPANESE ANBIENT ENVIRONMENTAL ＆ NEW AGE MUSIC 1980-90に「Big Bang｣からSnowが収録される。
2020年 参加した盛岡夕美子のピアノ・アルバム「余韻｣のレコードが、ベルリンのレーベルMetronから通販発売と共に、インターネット配信。
コロナ禍を避けてリモート開催になってしまった星空コンサートに録画で復活参加。共演：木下緑Key.
2021年 前年に引き続き、星空コンサートに録画で参加。共演：福井幹 横笛.SatPrem Tabla
伊藤詳(盛岡夕美子「余韻｣のプロデューサー)のアルバム、「Marine Flowers｣がスペインはマドリードのレーベルGlossy Mistakesからレコード、CD、配信で発表。豊田もViolinで3曲参加。